# 环中国国际公路自行车赛
环中国国际公路自行车赛是一项由中国自行车运动协会主办的公路自行车大赛。其比赛在中国境内举行。首届比赛于2010年举办，比赛通常于每年的八、九月举行，比赛起点位于西安，终点设在天津，途经城市每年不同。
2012年的比赛分为两个阶段，第一阶段共设6个赛段，比赛距离约为504.7公里；第二阶段共设5个分段，比赛总距离约为 538.4公里。并且首次在亚洲使用团体计时赛。

## 历届比赛途径城市
2010年
- 西安-华山-三门峡-洛阳-郑州-泰安-石家庄-天津[5]

2011年
- 西安-宝鸡-宝鸡凤县-绵阳仙海-遂宁-广安-重庆璧山-成都温江-都江堰-天津[6]

2012年
- 第一阶段：西安-西安蓝田-商洛-襄阳-枣阳-武汉
- 第二阶段：淮南-济宁-德州-天津[3]

## 相关网站
- 中国自行车协会 （页面存档备份，存于）